# Stellaria decumbens
Stellaria decumbens là loài thực vật có hoa thuộc họ Cẩm chướng. Loài này được Edgew. miêu tả khoa học đầu tiên năm 1846.